# Ladislav Kačáni
Ladislav Kačáni (1. dubna 1931, Lučenec – 5. února 2018, Bratislava) byl slovenský fotbalista a fotbalový trenér, československý reprezentant, držitel bronzové medaile z mistrovství Evropy 1960 (hrál zápas 1. kola proti Dánsku a vstřelil v něm gól, ovšem někdy je tato Kačániho účast opomíjena, protože 1. kolo je často mylně považováno za kvalifikaci. První ročník mistrovství Evropy měl však specifický herní systém, šlo původně o tzv. Pohár národů, který byl až dodatečně prohlášen za mistrovství Evropy, a proto i 1. kolo tohoto turnaje patří do historických statistik evropských šampionátů). Byl i účastník mistrovství světa roku 1954 ve Švýcarsku. Významný metodik a autor fotbalových učebnic. Vysokoškolský pedagog byl vedoucím úseku fotbalu na FTVŠ, předsedou trenérské rady na svazu, členem komise vrcholového fotbalu a technickým ředitelem Slovenského fotbalového svazu.

## Fotbalová kariéra
Elegantní, vysoce technický hráč, nepřekonatelný ve hře hlavou. Rodák z Lučence začínal s fotbalem v rodišti, v letech 1946 až 1953 hrál za SZ Lučenec a Poľanu Opatová. Do Bratislavy přicházel do Slovanu, ale v roce 1953 měl hrát jako vysokoškolák za uměle vytvořenou a hned prvoligovou Slávii Bratislava VŠ. Zvolil si Červenou hvězdu, v jejímž mužstvu vybojoval mistrovský titul (1959). Sehrál 229 ligových zápasů a vstřelil v nich 49 gólů. V Poháru mistrů evropských zemí nastoupil ve 4 utkáních a dal 1 gól.
Debutoval v zápase Mezinárodního poháru 26. dubna 1953 proti Itálii. S reprezentací se rozloučil v přátelském zápase 7. dubna 1962 proti Švédsku. Za československou reprezentaci odehrál 20 zápasů a vstřelil 3 góly. Byl účastníkem mistrovství světa roku 1954 ve Švýcarsku. O účast na dalším MS 1958 ve Švédsku ho připravila zraněná noha a o stříbrné MS 1962 v Chile závěrečné zkoušky na vysoké škole a další zranění.

## Ligová bilance
| Ročník                                   | Zápasy | Góly | Klub                |
| ---------------------------------------- | ------ | ---- | ------------------- |
| Přebor československé republiky 1953     | -      | 6    | ČH Bratislava       |
| Přebor československé republiky 1954     | -      | 5    | ČH Bratislava       |
| Přebor československé republiky 1955     | -      | 5    | ČH Bratislava       |
| 1. československá fotbalová liga 1956    | -      | 5    | ČH Bratislava       |
| 1. československá fotbalová liga 1957/58 | -      | 4    | ČH Bratislava       |
| 1. československá fotbalová liga 1958/59 | -      | 8    | ČH Bratislava       |
| 1. československá fotbalová liga 1959/60 | -      | 4    | ČH Bratislava       |
| 1. československá fotbalová liga 1960/61 | -      | 8    | ČH Bratislava       |
| 1. československá fotbalová liga 1961/62 | -      | 1    | ČH Bratislava       |
| 1. československá fotbalová liga 1962/63 | -      | 1    | Slovnaft Bratislava |
| 1. československá fotbalová liga 1963/64 | -      | 2    | Slovnaft Bratislava |
| 1. československá fotbalová liga 1964/65 | -      | 0    | Slovnaft Bratislava |
| 1. československá liga CELKEM            | 229    | 49   |                     |

## Trenérská kariéra
Po skončení hráčské kariéry se věnoval trenérské činnosti, vedl mužstvo Interu Bratislava či Lokomotívy Košice. V letech 1971–1972 vedl i reprezentační mužstvo Československa (spolu s Ladislavem Novákem, oba byli vedeni jako hlavní trenéři). Jako trenér působil čtyři roky na Kypru a v Kuvajtu.